# Impatiens salaengensis
Impatiens salaengensis är en balsaminväxtart som beskrevs av Tatemi Shimizu. Impatiens salaengensis ingår i släktet balsaminer, och familjen balsaminväxter. Inga underarter finns listade i Catalogue of Life.